# Béla IV.
Béla IV. (listopad 1206 – 3. května 1270) byl od roku 1235 do své smrti uherským králem, jeden z nejvýznamnějších, nejschopnějších a nejdéle vládnoucích uherských panovníků z arpádovské dynastie. Byl velmi zodpovědným vládcem, usiloval o hospodářský rozkvět království i velmocenskou politiku. I přes dílčí válečné neúspěchy je vysoce oceňován za to, jak se mu podařilo obnovit a pozvednout uherský stát po ničivém vpádu Mongolů v prvních letech jeho vlády. Mimo jiné za své vlády založil řadu měst, zejména v Horních Uhrách.

## Válka s Tatary

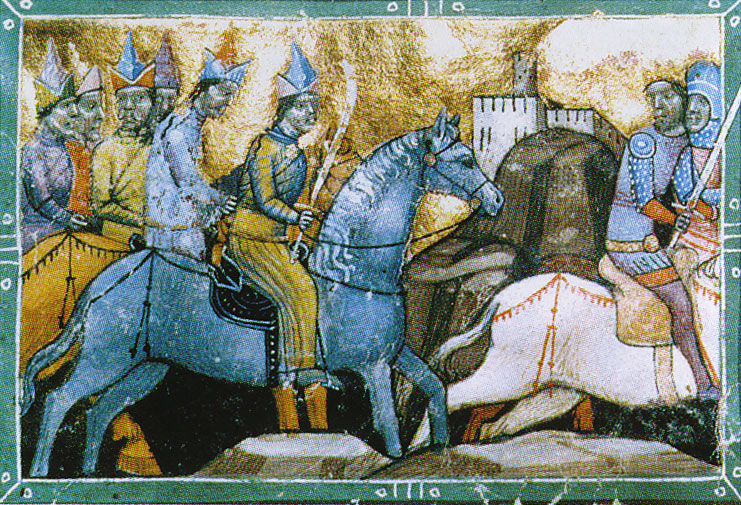
Béla IV. utíká před Mongoly (Chronicum Pictum)

Jeho marnotratný a neschopný otec Ondřej II. nezanechal Bélovi zemi v nejlepším stavu. Bélovy snahy o konsolidaci byly záhy přetrženy roku 1241 pustošivým vpádem Tatarů (resp. Mongolů), vedených chánem Bátúem, jemuž král odmítl složit slib poslušnosti.
| „                  | Král Béla se s nimi střetl v boji u řeky Slaná, kde ho přemohli. V bitvě zahynulo takměř celé vojsko země. Sám král Béla utekl k moři, kam ho Tataři nemilosrdně pronásledovali... | “ |
| — Dubnická kronika | |   |

Když byla uherská vojska poražena u řeky Sajó (Slané), uprchl Béla IV., pronásledovaný speciálním tatarským oddílem, nejprve přes Moravu do Rakous, pak do Záhřebu a nakonec na dalmatské ostrovy. Odsud marně žádal papeže, císaře i další evropské panovníky o pomoc.
Tataři však v Uhrách dlouho nezůstali a již roku 1242 se stáhli zpět do Mongolska k volbě nového chána; nikdy v budoucnu již tak hluboko do Evropy neměli proniknout. Král se poté snažil zreorganizovat obranu uherského státu a obklopit jej vazalsky nebo jinak závislými zeměmi (Bosna, Srbsko, Moldavsko, Valašsko, některá polská či ruská knížectví). Musel se při tom potýkat s rakouským a štýrským vévodou Fridrichem II. Bojovným, který se k němu při jeho útěku před Tatary zachoval velmi podle.

## Války s českým králem

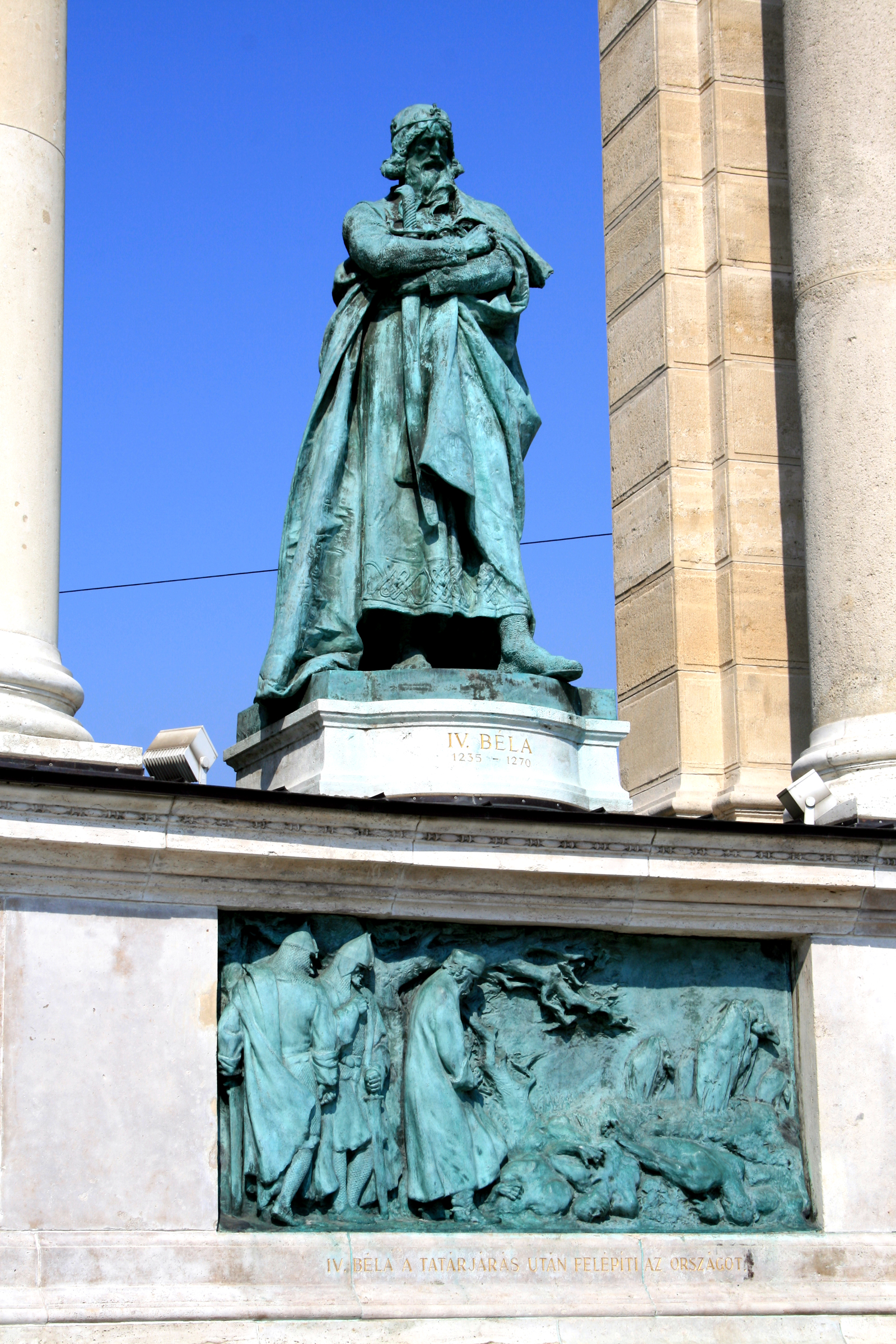
Socha na Památníku tisíciletí, Budapešť

### Důvody
Fridrich, jenž byl posledním mužským členem rodu Babenberků, posléze v boji s Uhry padl a jeho smrt se stala impulzem k zahájení konfliktu o dědictví mezi Bélou IV. a českými Přemyslovci. Béla IV. se snažil získat babenberské země vojensky i sňatkovou politikou – sjednal sňatek svého příbuzného Romana Daniiloviče Haličského s Fridrichovou neteří Gertrudou Babenberskou.
| „                           | Vzkázal Daniilovi: Pošli mi svého syna Romana. Já ho ožením s vévodovou sestrou a dám mu německou zemi... | “ |
| — Haličsko-volyňský letopis | |   |

 V Bélův prospěch intervenoval i papež Inocenc IV., přesto získal Rakousy i Štýrsko syn českého krále Václava I. Přemysl a upevnil svoje nároky sňatkem s Fridrichovou sestrou Markétou.

### První válka

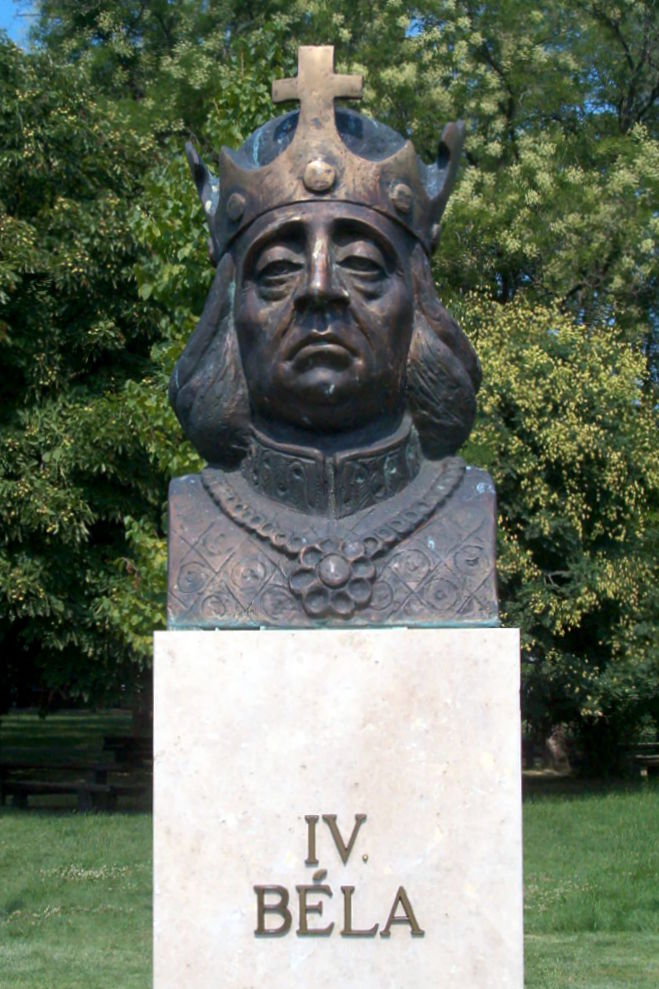
Béla IV. v národním historickém parku Ópusztaszer, Maďarsko

Roku 1252 zahájil Béla IV. vpádem do Přemyslových nových držav pustošivou válku, jež tvrdě postihla také Moravu. Spojencem uherského krále se stali především bavorští Wittelsbachové, kteří rovněž s obavami sledovali mocenský vzestup Přemysla Otakara II., který se navíc roku 1253 stal českým králem. Tomu se vcelku dařilo útokům odolávat, i např. přes porážku u Olomouce 25. června 1253, kdy byl poražen Bélovi loajálními Kumány. Válka však byla vyčerpávající, proto oba panovníci přijali celkem s povděkem papežův návrh, aby si babenberské dědictví rozdělili. Béla se zřekl Rakous a ponechal si Štýrsko (1254). Byl však přesvědčen, že se nejedná o konečné řešení.

### Druhá válka
| „                  | ... král soustředil léta Páně tisícdvěstěšedesát se svým synem Štěpánem a s kumánským vévodou Alprem blízko Moravy početné vojsko, které mínilo zaútočit proti českému králi Otakarovi. Ale třináctého července utrpěl porážku a utekl k Hainburgu... | “ |
| — Dubnická kronika | |   |

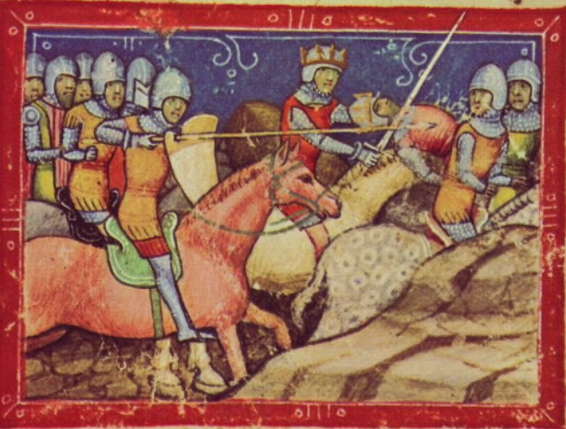
Béla v boji s Přemyslem Otakarem II. (Chronicum Pictum)

Nový konflikt vyprovokoval Bélův syn Štěpán útokem proti Přemyslovu bratranci Oldřichu Sponheimskému v Korutanech (1259). Český král zbavený vůči Bélovi závazků odpověděl vysláním vojenské pomoci štýrské opoziční šlechtě, která vytlačila ze země uherské posádky. Oba tábory se začaly připravovat na novou válku, která vyvrcholila v létě 1260 osudovou bitvou na břehu řeky Moravy u Kressenbrunnu. Přestože se srážka na počátku nevyvíjela pro českou stranu příznivě, bylo uherské vojsko nakonec na hlavu poraženo. Béla IV., stržen panicky prchajícími bojovníky, opustil svůj tábor a dlouho ani nevěděl, zda jeho syn Štěpán, který zahájil s jízdou útok, zůstal naživu.
Zdrcený porážkou i následným obsazením Bratislavy a dalších hradů nabídl svému protivníkovi mír. Přemysl rád přijal, zvláště když se Béla zřekl Štýrska a rezignoval tak politicky na alpské oblasti (pro Uhersko definitivně (s výjimkou krátkého vzmachu za Matyáše Korvína). Roku 1261 byl vídeňský mír potvrzen sňatkem českého krále s Bélovou vnučkou Kunhutou a následně roku 1264 sňatkem mladšího prince Bély s Kunhutou, dcerou Oty III. Braniborského. Česko-uherská shoda vydržela až do Bélovy smrti. Poté ji ovšem porušil starší syn Štěpán V., jeho nástupce. Béla IV., který byl se svým bojovným a ctižádostivým následníkem ve sporu a sám nevěřil jeho loajalitě, svěřil dokonce před smrtí svoji rodinu i věrné šlechtice do ochrany Přemyslu Otakarovi II. Někteří z nich pak našli útočiště na pražském dvoře, mezi nimi i Bélova dcera Anna, matka královny Kunhuty.
Béla byl společně s manželkou a synem Bélou pohřben v kostele minoritů v Ostřihomi.

## Rodina a potomci
Béla se roku 1218 jako dvanáctiletý oženil s nikájskou princeznou Marií Laskarinou, manželství přetrvalo přes 50 let (přežila Bélu o několik měsíců). Měli spolu 8 dcer a 2 syny. Ačkoliv mužská linie Arpádovců neměla mít už dlouhého trvání (vymřela roku 1301), všichni následující uherští králové s výjimkou Matyáše Korvína byli Bélovými potomky (včetně Habsburků).
- Markéta (asi 1220 – 1242) ∞ Guillaume ze Saint-Omer
- Kinga Polská (1224 – 24. července 1292) ∞ Boleslav V. Polský; bez potomků, roku 1999 svatořečena
- Anna (asi 1226 – po 1270) ∞ Rostislav Slavonský; 5 potomků, mezi nimi česká královna Kunhuta Uherská
- Kateřina (asi 1229 – 1242), zemřela při útěku své rodiny po bitvě u Slané
- Alžběta (asi 1236 – 1271) ∞ Jindřich XIII. Bavorský; 10 potomků, mezi nimi Ota III. Bavorský, jeden z pretendentů uherského trůnu po vymření Arpádovců
- Konstancie (asi 1237 – po 1252) ∞ Lev I. Haličský; 3 potomci
- Jolanta (asi 1238 – 1298) ∞ Boleslav Velkopolský; 3 dcery, později se stala jeptiškou a abatyší, blahořečena
- Štěpán V. (1239 – 1272) ∞ Alžběta Kumánská; následník trůnu (od roku 1262 spoluvládce), 6 potomků
- sv. Markéta Uherská (1242 – 1271), řeholnice, bez potomků
- Béla Uherský (asi 1243 – 1269), vévoda Slavonie, Chorvatska a Dalmácie ∞ Kunhuta Braniborská; bez potomků